# Marie Roussy
 (février 2025).
Si vous disposez d'ouvrages ou d'articles de référence ou si vous connaissez des sites web de qualité traitant du thème abordé ici, merci de compléter l'article en donnant les références utiles à sa vérifiabilité et en les liant à la section « Notes et références ».
Marie Roussy est une peintre québécoise née à Sept-Îles en 1940. 

## Formation
Après avoir élevé sa famille, elle découvre la peinture dans les années 1980. Ses professeurs sont des artistes locaux (Betty Antila, Chartrem, Muriel Bujold). Elle prend quelques cours entre autres avec Roland Palmers et Gaétan Desjardins. Son attachement à la Côte-Nord est bien reflété dans ses peintures.[réf. souhaitée]

## Carrière
Elle présente ses premières peintures lors d'une exposition des élèves de Chartrem en 1983. Par la suite, elle exposera chaque année ses œuvres dans plusieurs salons de Sept-Îles (Salon du Printemps, Abris du Vieux Quai, Salon des Fêtes, Symposium Mamu en 2007).